# Erythrina verna
Erythrina mulungu là một loài thực vật có hoa trong họ Đậu. Loài này được Vell. miêu tả khoa học đầu tiên.

## Hình ảnh

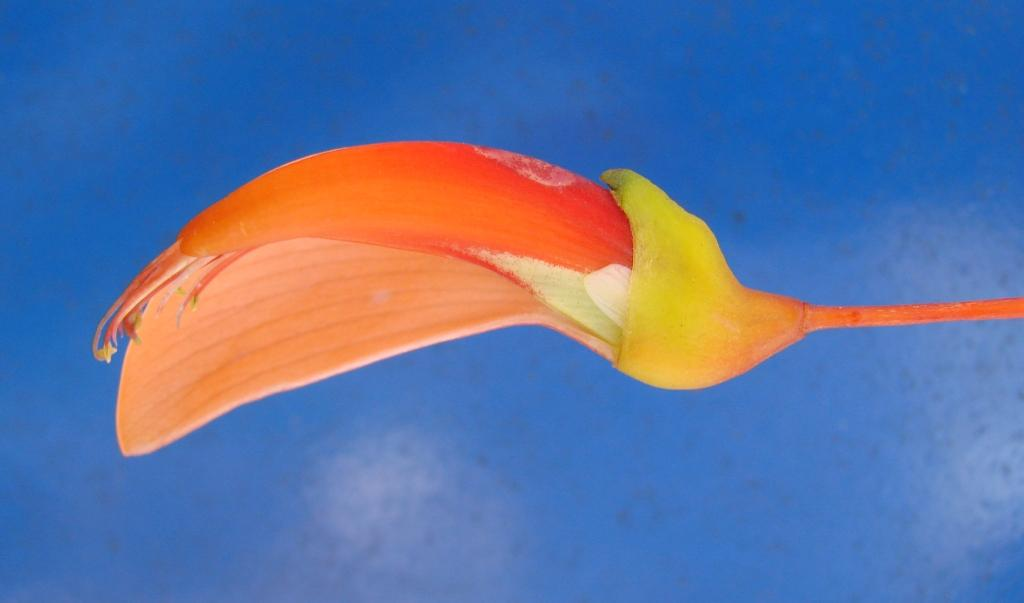